# La Couseuse (Millet)
Pour les articles homonymes, voir La Couseuse.
La Couseuse est un tableau réalisé par le peintre français Jean-François Millet vers 1869. De format vertical, cette huile sur toile représente une paysanne vêtue de bleu, assise sur une chaise dans un intérieur, et occupée à sa couture. Entrée dans les collections publiques par le legs d'Hélène Cuvelier en 1905, l'œuvre est conservée jusqu'en 1986 au musée du Louvre, et passe après cette date dans les collections du musée d'Orsay, également à Paris. Elle se trouve depuis 2004 en dépôt au musée des Peintres de Barbizon, à Barbizon, dans la Seine-et-Marne.